# Wilhelmine-Christine de Saxe-Weimar
Titre
Princesse consort de Schwarzbourg-Sondershausen
3 septembre 1697 – 30 juin 1712
(14 ans, 9 mois et 27 jours)
Wilhelmine-Christine de Saxe-Weimar (en allemand Wilhelmine Christiane von Sachsen-Weimar) est née à Weimar (Duché de Saxe-Weimar) le 26 janvier 1658 et meurt à Sondershausen le 30 juin 1712. Elle est une noble allemande, fille du duc Jean-Ernest II de Saxe-Weimar (1627-1683) et de Christine-Élisabeth de Schleswig-Holstein-Sonderbourg-Franzhagen (1638-1679). 

## Mariage et descendance
Le 25 septembre 1684 elle épouse à Sondershausen Christian-Guillaume de Schwarzbourg-Sondershausen (1645-1721), fils du comte Antoine-Günther Ier de Schwarzbourg-Sondershausen (1620-1666) et de Marie Madaleine de Birkenfeld (1622-1689). De ce mariage naissent: 
- Jeanne Augusta (1686-1703)
- Christine-Wilhelmine (1688-1749)
- Henri XXXV de Schwarzbourg-Sondershausen (1689-1758), prince héritier de Schwarzbourg-Sondershausen.
- Auguste Ier de Schwarzbourg-Sondershausen (1691-1750), marié avec Charlotte Sophie d'Anhalt-Bernbourg (11696-1762).
- Henriette Ernestine (1692-1759)
- Rodolphe (1695-1749)
- Guillaume (1699-1762)
- Christian de Schwarzbourg-Sondershausen (1700-1749), marié avec Sophie d'Anhalt-Bernbourg-Hoym.